# Clinopodium ekmanianum
Clinopodium ekmanianum là một loài thực vật có hoa trong họ Hoa môi. Loài này được (Epling & Alain) Harley mô tả khoa học đầu tiên năm 2000.